# Новіков Валентин Анатолійович
Валентин Анатолійович Новіков (24 лютого 1960, Дніпропетровська область) — український дипломат. Тимчасово повірений у справах України в Іраку.

## Біографія
Народився 24 лютого 1960 року в селі Дудківка на Дніпропетровщині.
Відкрив Посольство України в Багдаді в жовтні 2000 року, в ранзі Тимчасово повіреного у справах України в Іраку. 11 березня 2003 року покинув Багдад і повернувся до Києва після завершення евакуації із Іраку всіх 230 громадян України, які знаходилися на консульському обліку перед початком антиіракської компанії.. 5 травня 2003 року, в ранзі тимчасово повіреного України в Іраку Валентин Новиков прибув до Лівану для підготовки повернення українського посольства в Ірак.
У березні 2004 року, після закінчення бойових дій на території Іраку, Посольство України поновило свою роботу.